# Polina Kudiermietowa
Polina Kudiermietowa (ur. 4 czerwca 2003) – rosyjska tenisistka.

## Kariera tenisowa
W karierze wygrała dziewięć singlowych i dwa deblowe turnieje rangi ITF. 14 kwietnia 2025 zajmowała najwyższe miejsce w rankingu singlowym WTA Tour – 54. pozycję, natomiast 10 kwietnia 2023 osiągnęła najwyższą lokatę w deblu – 283. miejsce.

## Finały turniejów WTA
| Legenda                   | Legenda |
| ------------------------- | ------- |
| Wielki Szlem              |         |
| Igrzyska olimpijskie      |         |
| WTA Tour Championships    |         |
| od 2021                   |         |
| WTA 1000 (obowiązkowe)    |         |
| WTA 1000 (nieobowiązkowe) |         |
| WTA 500                   |         |
| WTA 250                   |         |
| WTA 125                   |         |

### Gra pojedyncza 1 (0–1)
| Końcowy wynik | Nr | Data            | Turniej  | Nawierzchnia | Przeciwniczka   | Wynik finału  |
| ------------- | -- | --------------- | -------- | ------------ | --------------- | ------------- |
| Finalistka    | 1. | 5 stycznia 2025 | Brisbane | Twarda       | Aryna Sabalenka | 6:4, 3:6, 2:6 |

## Finały turniejów WTA 125

### Gra podwójna 1 (0–1)
| Końcowy wynik | Nr | Data                 | Turniej | Nawierzchnia | Partnerka        | Przeciwniczki                | Wynik finału |
| ------------- | -- | -------------------- | ------- | ------------ | ---------------- | ---------------------------- | ------------ |
| Finalistka    | 1. | 25 października 2024 | Tampico | Twarda       | Alina Korniejewa | Carmen Corley Rebecca Marino | 3:6, 3:6     |

## Wygrane turnieje rangi ITF
| turnieje z pulą nagród 100 000 $ (W100) |
| turnieje z pulą nagród 80 000 $ (W80)   |
| turnieje z pulą nagród 60 000 $ (W75)   |
| turnieje z pulą nagród 40 000 $ (W50)   |
| turnieje z pulą nagród 25 000 $ (W35)   |
| turnieje z pulą nagród 15 000 $ (W15)   |

### Gra pojedyncza
|    | Data       | Turniej    | Naw.          | Przeciwniczka       | Wynik         |
| 1. | 22/12/2019 | Antalya    | Twarda        | Georgia Craciun     | 6:4, 3:6, 6:3 |
| 2. | 14/02/2021 | Antalya    | Ceglana       | Marta Custic        | 6:2, 1:6, 6:3 |
| 3. | 28/11/2021 | Kazań      | Twarda        | Nigina Abduraimova  | 7:5, 3:6, 6:4 |
| 4. | 23/01/2022 | Kazań      | Twarda        | Anastasija Kowalewa | 6:0, 6:4      |
| 5. | 19/06/2022 | Ra’ananna  | Twarda        | Maria Timofeeva     | 4:6, 6:4, 7:5 |
| 6. | 30/10/2022 | Stambuł    | Twarda        | Tatjana Prozorowa   | 6:3, 6:1      |
| 7. | 06/11/2022 | Jerozolima | Twarda        | Ekaterina Reyngold  | 6:1, 6:1      |
| 8. | 05/03/2023 | Astana     | Twarda (hala) | Darja Astachowa     | 6:2, 6:3      |
| 9. | 04/02/2024 | Indore     | Twarda        | Dalila Jakupović    | 3:6, 6:2, 6:0 |